# Stefan Kehrer
Stefan Kehrer (Mannheim, 18 de enero de 1985) es un deportista alemán que compitió en lucha libre. Ganó una medalla de bronce en el Campeonato Europeo de Lucha de 2006, en la categoría de 96 kg.

## Palmarés internacional
| Campeonato Europeo | Campeonato Europeo | Campeonato Europeo | Campeonato Europeo |
| Año                | Lugar              | Medalla            | Categoría          |
| ------------------ | ------------------ | ------------------ | ------------------ |
| 2006               | Moscú (Rusia)      | Medalla de bronce  | 96 kg              |